# Final da Copa do Mundo FIFA de 1998
A final da Copa do Mundo da FIFA de 1998 foi a partida final da Copa do Mundo da FIFA de 1998, a décima sexta edição da competição quadrienal de futebol organizada pela FIFA para as seleções masculinas de suas associações. Ela foi realizada no Stade de France em Saint-Denis, França, em 12 de julho de 1998, e foi disputada por Brasil e França. O torneio contou com a França como anfitriã, o Brasil como vencedor da Copa do Mundo anterior e outras trinta seleções que saíram das eliminatórias organizadas pelas seis confederações da FIFA. As 32 equipes disputaram uma fase de grupos, das quais dezesseis equipes se classificaram para a fase eliminatória. A caminho da final, o Brasil terminou em primeiro lugar no Grupo A, com duas vitórias e uma derrota; no mata-mata, venceu o Chile nas oitavas de final, a Dinamarca nas quartas de final e a Holanda na disputa de pênaltis nas semifinais. A França terminou na liderança do Grupo C com três vitórias, antes de derrotar o Paraguai nas oitavas de final, a Itália nas quartas de final e a Croácia na semifinal. A final aconteceu diante de 75 mil torcedores, com estimativa de 1,3 bilhão assistindo pela televisão, e foi apitada pelo marroquino Said Belqola.
Antes da partida, especulava-se sobre a condição física do atacante brasileiro Ronaldo, que, a princípio, ficou de fora da equipe titular; momentos antes do início do jogo, sua escalação foi confirmada. A França abriu o placar pouco antes da meia hora de jogo, quando Zinédine Zidane marcou, de cabeça, após escanteio cobrado pela direita por Emmanuel Petit. Pouco antes do intervalo, novamente Zidane marcou em uma cabeçada oriunda de escanteio, para dar à França uma vantagem de 2–0. Nos acréscimos do segundo tempo, Petit então marcou o terceiro gol, acertando o canto da rede após um passe de Patrick Vieira, para completar a vitória por 3–0 para a França.
A vitória francesa significou o seu primeiro título da Copa do Mundo, tornando-se a sétima nação diferente a vencer o torneio. Zidane foi eleito o melhor em campo, enquanto Ronaldo foi premiado com a Bola de Ouro como melhor jogador do torneio pela FIFA. Após a vitória, milhares de torcedores franceses comemoraram em Paris durante a noite, antes de se reunirem na avenida Champs-Élysées no dia seguinte para um passeio de ônibus aberto pelos jogadores. A preparação física de Ronaldo para a partida, sua omissão inicial e posterior reintegração na seleção brasileira tornaram-se assunto de interesse jornalístico contínuo após a partida, com análises continuando mais de vinte anos depois.

## Antecedentes

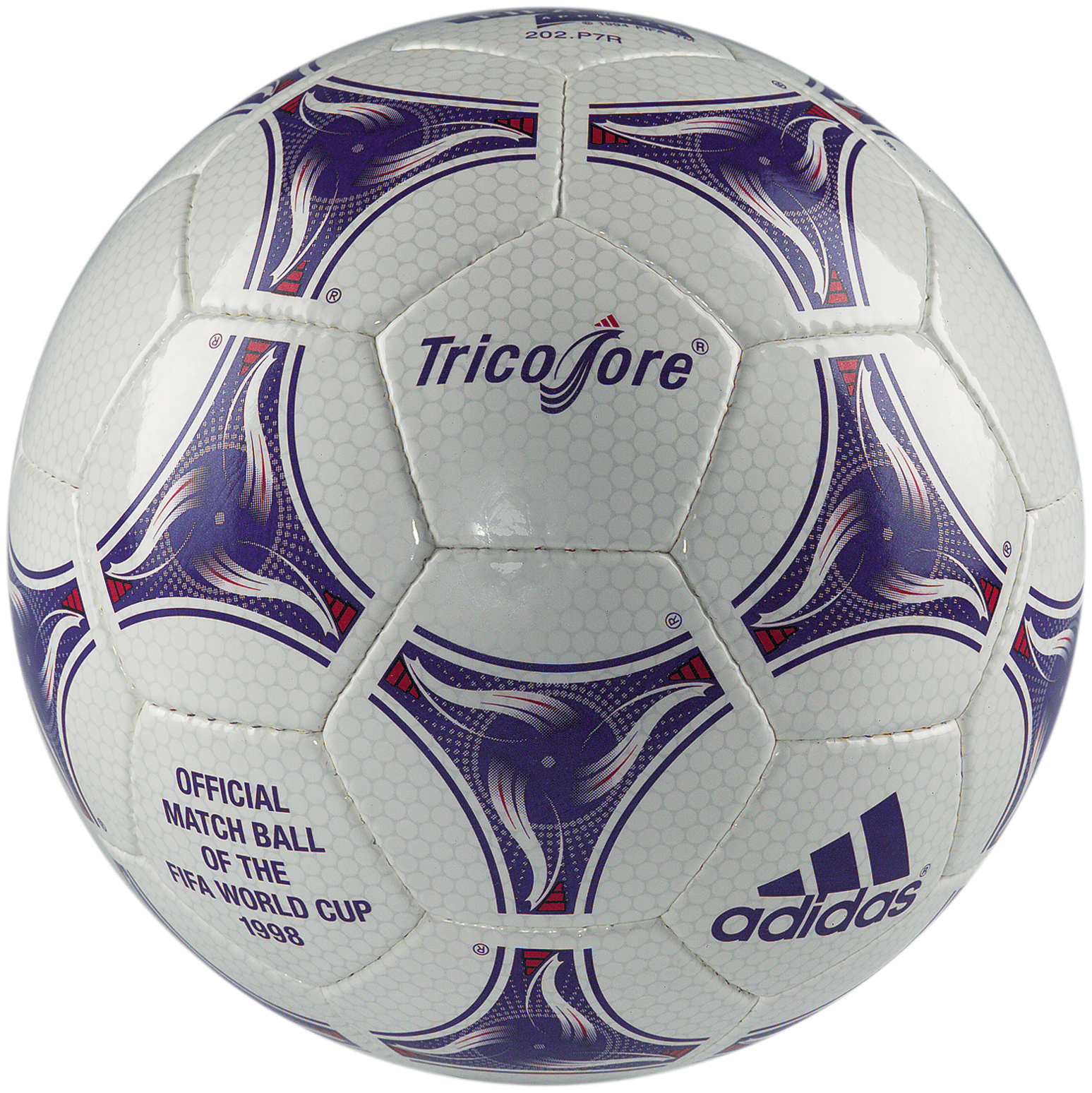
Adidas Tricolore, bola utilizada ao longo do torneio

A Copa do Mundo FIFA de 1998 foi a 16ª edição da Copa do Mundo, competição de futebol da FIFA para seleções masculinas, realizada na França entre 10 de junho e 12 de julho de 1998. O torneio contou com 32 seleções pela primeira vez, aumentando o número anterior, que era de 24, na Copa de 1994. Tanto a França quanto o Brasil se classificaram automaticamente para o torneio – os europeus como anfitriões e os sul-americanos porque haviam vencido o torneio em 1994. As trinta vagas restantes foram decididas por meio de eliminatórias realizadas entre março de 1996 e novembro de 1997, organizadas pelas seis confederações da FIFA e envolvendo 168 seleções. Na competição, as equipes foram divididas em oito grupos de quatro, com cada equipe jogando entre si uma vez no formato pontos corridos. As duas melhores equipes de cada grupo avançaram para a fase de mata-mata. A partida decisiva foi disputada no Stade de France, no subúrbio de Saint-Denis, ao norte de Paris; o estádio, com capacidade para oitenta mil pessoas, foi construído especificamente para o torneio, porque não havia locais grandes o suficiente para acomodar a final.
O Brasil começou o torneio de 1998 como favorito com Mário Zagallo, seu técnico, estando envolvido nas quatro vitórias brasileiras anteriores – como jogador em 1958 e 1962, como técnico em 1970 e auxiliar técnico em 1994. A França não se classificou para o torneio de 1994 porque foi eliminada em seu grupo de qualificação, ficando atrás de Suécia e Bulgária. No entanto, eles seguiram com uma corrida para as semifinais do Campeonato Europeu de 1996, na qual foram derrotados na disputa de pênaltis pela República Tcheca. O meio-campista francês Zinédine Zidane estava empatado em terceiro lugar no concurso de Jogador do Ano da FIFA em 1997 e foi rotulado pelo ex-atacante brasileiro Pelé como "um dos jogadores a serem observados" na Copa do Mundo de 1998. Antes do torneio, Aimé Jacquet, técnico da França, disse aos repórteres que sua seleção estava "aqui para ganhar a Copa do Mundo, nada menos". As duas seleções já haviam se enfrentado duas vezes em Copas do Mundo – na semifinal do torneio de 1958, que o Brasil venceu por 5–2, e nas quartas de final em 1986, quando a França venceu na disputa de pênaltis após o jogo terminar em 1–1 após a prorrogação. O duelo mais recente até então foi no Tournoi de France de 1997, em um jogo que terminou em 1–1.
A bola utilizada no torneio foi a Adidas Tricolore. A bandeira tricolor e o galo gaulês, símbolos tradicionais da França, foram usados como inspiração para o design; mais de vinte rascunhos foram propostos pela equipe de design da Adidas antes que a versão definitiva fosse aprovada.

## Caminhos até a final

### Brasil
|    | Adversário    | Resultado    |
| -- | ------------- | ------------ |
| 1  | Escócia       | 2–1          |
| 2  | Marrocos      | 3–0          |
| 3  | Noruega       | 1–2          |
| OF | Chile         | 4–1          |
| QF | Dinamarca     | 3–2          |
| SF | Países Baixos | 1–1 (4–2 p.) |

O Brasil estava no Grupo A da Copa do Mundo, no qual se juntaram Marrocos, Noruega e Escócia; esta última foi o adversário dos brasileiros no jogo de abertura, no Stade de France, no dia 10 de junho. O Brasil abriu o placar aos quatro minutos, quando o meio-campista César Sampaio cabeceou superando Jim Leighton, goleiro da Escócia, após escanteio cobrado por Bebeto. A Escócia empatou após um pênalti convertido por John Collins, sofrido por Kevin Gallacher. O Brasil ficou à frente no placar novamente no segundo tempo, quando um toque de Cafu foi defendido por Leighton, mas rebateu no lateral Tom Boyd e foi para as redes, resultando em um gol-contra. O segundo jogo foi contra o Marrocos, no dia 16 de junho, no Stade de la Beaujoire, em Nantes. Ronaldo abriu o placar aos nove minutos de jogo; este foi seu primeiro gol marcado em Copas do Mundo. Rivaldo e Bebeto também marcaram para fechar uma confortável vitória por 3–0. O Brasil já estava garantido como vencedor do grupo antes do terceiro jogo, contra a Noruega, mas mesmo assim Zagallo escalou a maioria de sua equipe titular, deixando de fora apenas o zagueiro Aldair, que havia recebido um cartão amarelo contra a Escócia e corria o risco de ser suspenso caso recebesse outro, e César Sampaio, que já estava suspenso. O Brasil abriu o placar com Bebeto aos 77 minutos. A Noruega respondeu com dois gols nos últimos dez minutos – Tore André Flo fez o gol de empate e mais tarde sofreu um pênalti de Gonçalves. Kjetil Rekdal marcou de pênalti para dar à Noruega uma vitória por 2–1.
O adversário do Brasil nas oitavas de final foi o Chile; a partida foi disputada em 27 de junho no Parc des Princes, em Paris. O Brasil abriu o placar aos onze minutos, quando uma cobrança de falta de Dunga foi desviada por César Sampaio, que estava desmarcado e cabeceou fora do alcance do goleiro Nelson Tapia. Sampaio ampliou a vantagem do Brasil aos 27 minutos, quando chutou para o canto da rede após cobrança de falta de Roberto Carlos. Ronaldo fez o terceiro de pênalti nos acréscimos do primeiro tempo, após sofrer falta de Tapia. Marcelo Salas diminuiu o placar para o Chile no segundo tempo, mas Ronaldo marcou novamente para selar a vitória brasileira por 4–1. Nas quartas de final, enfrentaram a Dinamarca no Stade de la Beaujoire em 3 de julho. A Dinamarca marcou o primeiro gol aos dois minutos de jogo com Martin Jørgensen, com Bebeto empatando oito minutos depois. O Brasil então ficou na frente com um gol de Rivaldo aos 27 minutos. Brian Laudrup empatou o placar aos cinco minutos no segundo tempo, mas Rivaldo marcou novamente trinta minutos antes do final e garantiu a vitória por 3–2 para o Brasil. A semifinal foi contra a Holanda, no Stade Vélodrome, em Marselha. Ronaldo abriu o placar logo após o intervalo, mas Patrick Kluivert empatou para a Holanda três minutos antes do final. O jogo foi para a prorrogação, com a regra do gol de ouro em vigor. Não houve mais gols, porém, e o jogo foi resolvido na disputa de pênaltis. Os dois lados chutaram alternadamente com o Brasil chutando primeiro e os cinco primeiros pênaltis foram todos marcados, dando ao Brasil uma vantagem de 3–2.  O goleiro brasileiro Cláudio Taffarel então defendeu pênaltis de Phillip Cocu e Ronald de Boer com Dunga marcando novamente para o Brasil, garantindo a classificação para a final.

### França
|    | Adversário     | Resultado    |
| -- | -------------- | ------------ |
| 1  | África do Sul  | 3–0          |
| 2  | Arábia Saudita | 4–0          |
| 3  | Dinamarca      | 2–1          |
| OF | Paraguai       | 1–0 (pro)    |
| QF | Itália         | 0–0 (4–3 p.) |
| SF | Croácia        | 2–1          |

A França foi sorteada no Grupo C no torneio, ao lado de Dinamarca, Arábia Saudita e África do Sul. Começaram sua campanha em 12 de junho contra a África do Sul, estreante na Copa do Mundo, no Stade Vélodrome. Em uma partida que Richard Williams, do The Guardian, disse que eles "dominaram o tempo todo", a França venceu por 3–0 com um gol no primeiro tempo de Christophe Dugarry, um gol contra aos 77 minutos do sul-africano Pierre Issa e um gol no último minuto de Thierry Henry. O segundo jogo foi contra a Arábia Saudita, no Stade de France, em 18 de junho. Henry deu à França a liderança no primeiro tempo, marcando após um cruzamento de Bixente Lizarazu, antes que a França marcasse três gols nos quinze minutos finais por meio de David Trezeguet, Henry novamente e Lizarazu para completar uma goleada por 4–0. As duas equipes tiveram um jogador expulso — Mohammed Al-Khilaiwi aos dezoito minutos pela Arábia Saudita e Zinédine Zidane pela França aos setenta minutos por falta em Fuad Anwar. Por conta da expulsão, Zidane foi suspenso pelos próximos dois jogos. Com a progressão para a fase eliminatória garantida, Jacquet fez oito alterações em seu time para a última partida contra a Dinamarca, no Stade Gerland, em Lyon, em 24 de junho. A França ficou à frente no placar aos treze minutos, quando Youri Djorkaeff converteu um pênalti após o zagueiro Jes Høgh fazer falta em Trezeguet. A Dinamarca então teve um pênalti marcado a seu favor pouco antes do intervalo por falta de Vincent Candela sobre Jørgensen, marcada por Michael Laudrup. No segundo tempo, Emmanuel Petit marcou com um chute rasteiro no canto do gol dinamarquês para selar uma vitória por 2–1 e o primeiro lugar no grupo.
O adversário da França nas oitavas de final foi o Paraguai, no Stade Félix-Bollaert, em Lens, no dia 28 de junho. Em uma partida rotulada de "verdadeiramente fedorenta" por Williams, com a França descrita como "extraordinariamente inepta", não houve gols durante os 90 minutos do tempo normal e o primeiro período da prorrogação. A seis minutos do fim, a França abriu o placar, com o zagueiro Laurent Blanc marcando o primeiro gol de ouro da Copa do Mundo da FIFA para selar uma vitória por 1–0 e uma vaga nas quartas de final. Lá, eles enfrentaram a Itália, finalista derrotada em 1994, no Stade de France, em 3 de julho. Não houve gols no tempo normal e nenhum gol de ouro, então o jogo foi decidido na disputa de pênaltis. Com a França cobrando o primeiro pênalti, os dois times marcaram seus primeiros gols, antes que os goleiros Gianluca Pagliuca e Fabien Barthez defendessem um pênalti cada, de Lizarazu e Demetrio Albertini, respectivamente. Os próximos cinco foram todos marcados para deixar a França por 4–3 à frente, com um pênalti restante para a Itália. Luigi Di Biagio acertou a trave com seu chute e a França avançou para as semifinais com uma vitória nos pênaltis por 4–3. A Seleção Francesa voltou a jogar no Stade de France em 8 de julho para uma semifinal contra a Croácia. Depois de um primeiro tempo sem gols, houve dois gols em rápida sucessão logo após o intervalo, quando Davor Šuker deu a vantagem à Croácia antes de Lilian Thuram empatar para a França. Thuram, que até então nunca tinha balançado as redes pela Seleção Francesa, marcou novamente e deu à França a liderança aos setenta minutos. Apesar de Blanc ter sido expulso cinco minutos depois por conduta violenta contra Slaven Bilić, a França segurou a vitória por 2–1 e conquistou uma vaga na final. O cartão vermelho de Blanc foi o único que ele recebeu em toda a carreira e significou sua suspensão para a final. A reação de Bilić deu a entender que Blanc o atingiu na cabeça no incidente, mas replays de vídeo mostraram que o impacto foi no peito ou no queixo, e o incidente é frequentemente citado como um dos mais polêmicos da história da competição.

## Pré-jogo
O Brasil era considerado o favorito pelas casas de apostas antes da partida, com chances de 4–6 para vencer o torneio, em comparação com 6–5 para a França.

### Arbitragem
Said Belqola, do Marrocos, foi o escolhido para apitar a final. Árbitro amador que trabalhava profissionalmente como funcionário da alfândega, ele começou a arbitrar em 1983 antes de ser selecionado para partidas internacionais em 1993. Antes da Copa do Mundo de 1998, ele havia apitado duas partidas cada na Copa Africana de Nações de 1996 e 1998, incluindo a final deste último torneio, entre África do Sul e Egito. Na Copa do Mundo de 1998, Belqola apitou os jogos da fase de grupos Argentina x Croácia e Alemanha x Estados Unidos. Os árbitros assistentes foram Mark Warren, da Inglaterra, e Achmat Salie, da África do Sul, enquanto Abdul Rahman Al-Zaid, da Arábia Saudita, foi o quarto árbitro.

### Escalações
No que mais tarde foi descrito pelos escritores da BBC Sport como o "grande mistério da final da Copa do Mundo", Ronaldo foi omitido da ficha oficial da equipe que Zagallo apresentou à FIFA às 7:48 hora local (5:48 PM UTC), a 72 minutos do apito inicial, com Edmundo nomeado para o seu lugar. Repórteres da BBC e de outros meios de comunicação receberam a notícia pouco depois das 20h e não esperavam esse desenvolvimento, com o repórter inglês John Motson descrevendo cenas de "absoluta confusão e caos" na cabine de imprensa. Às 20h18, no entanto, o Brasil apresentou uma ficha de seleção modificada com o nome de Ronaldo reintegrado. Vários anos depois, foi revelado que Ronaldo sofreu uma convulsão na tarde da final, perdeu a consciência e passou três horas no hospital, mas decidiu pouco antes do início da partida que ainda queria jogar (ver mais detalhes na seção "Pós-jogo" mais abaixo). Com exceção de Cafu, que havia sido suspenso para a semifinal do Brasil e voltou no lugar de Zé Carlos, o Brasil, portanto, convocou um time inalterado com Edmundo no banco de reservas. Pela Seleção Francesa, Frank Leboeuf ocupou a vaga do suspenso Blanc. Fora isso, a França escalou uma equipe inalterada.

## Partida

### Primeiro tempo

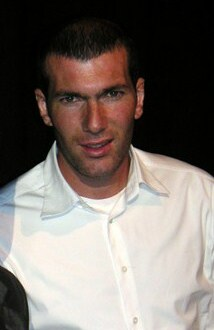
Zidane marcou dois gols no primeiro tempo.

A França deu a saída de bola às 21h da hora local, diante de um público de 75 mil pessoas e uma audiência televisiva global estimada em 1,7 bilhão. O clima no Aeroporto Charles de Gaulle, a 17 quilômetros (11 mi) do estádio, foi registrado como "razoável" na hora do pontapé inicial, com temperatura de 73 °F (23 °C) e 50% de umidade. A França teve a chance de marcar logo no primeiro minuto, quando a bola foi passada para Stéphane Guivarc'h, que tentou um chute de bicicleta que passou por cima do travessão e caiu na rede brasileira. Guivarc'h teve outra oportunidade três minutos depois, quando recebeu passe de Zinédine Zidane na entrada da área e ficou cara a cara com Taffarel, mas o chute, abafado por Júnior Baiano, foi defendido pelo goleiro. Os franceses ganharam uma cobrança de falta aos seis, quando Cafu fez falta em Lizarazu. Zidane cruzou a bola na área e ela chegou a Djorkaeff, que não estava marcado; ele tentou marcar de cabeça, mas o arremate foi alto e longe do gol. Aos 22 minutos, Ronaldo recebeu a bola perto da linha lateral esquerda, encarou a marcação de Thuram e tentou um cruzamento para a área. A bola foi em direção à meta de Barthez, que quase a desviou para o próprio gol, mas conseguiu agarrá-la antes que cruzasse a linha. O Brasil ganhou um escanteio aos 23 minutos, que foi cobrado por Leonardo na área. Rivaldo cabeceou forte para o gol, mas a bola foi na direção de Barthez, que defendeu.
Um pouco antes da marca de meia hora de jogo, a França abriu o placar. Após escanteio da direita cobrado por Petit, Zidane superou a marcação de Leonardo e cabeceou para o fundo das redes. Quatro minutos depois, Ronaldo recebeu passe longo de Dunga, mas Barthez espalmou para longe. Ronaldo e Barthez colidiram-se durante o incidente; ambos precisaram da ajuda de médicos, mas conseguiram continuar em campo. O zagueiro Júnior Baiano recebeu o primeiro cartão amarelo da partida aos 33 minutos por falta sobre Djorkaeff. O capitão francês Didier Deschamps recebeu um cartão amarelo quatro minutos depois por uma falta em Rivaldo. Aos 41 minutos, Petit teve a chance de marcar quando um passe de Christian Karembeu rebateu para ele após acertar o calcanhar de Júnior Baiano; entretanto, o zagueiro se recuperou e conseguiu desviar o chute do francês para fora. Pouco antes dos acréscimos do primeiro tempo, Thuram lançou a bola do campo de defesa; Júnior Baiano tentou cabecear a bola mas acabou errando e ela chegou livre para Guivarc'h; cara a cara com Taffarel, o atacante arrematou de perna esquerda para defesa do goleiro brasileiro, que mandou para escanteio. A França ganhou outro escanteio um minuto depois, cobrado por Djorkaeff. Zidane mais uma vez cabeceou para o gol e fez o segundo gol francês; a bola passou por baixo das pernas de Roberto Carlos.

### Segundo tempo
O Brasil fez uma substituição ao voltar do intervalo, com Denílson substituindo Leonardo. Marcel Desailly recebeu cartão amarelo aos 49 minutos por reclamação, após o árbitro penalizá-lo por falta sobre Cafu. Aos 51 minutos, Bebeto cobrou escanteio da direita que chegou a Denílson, que caiu na área após disputar a bola com Deschamps. Os jogadores do Brasil pediram pênalti, mas Belqola não concedeu. Karembeu recebeu cartão amarelo aos 55 minutos por falta sobre Cafu. Na cobrança, Rivaldo deu passe curto para Roberto Carlos, que correu para a esquerda da área e cruzou na direção de Ronaldo. Ele recebeu a bola, escapou da marcação de Guivarc'h e chutou forte de pé direito, mas Barthez conseguiu bloquear o chute. Aos 57 minutos, a França fez sua primeira substituição no jogo ao colocar Alain Boghossian no lugar de Karembeu. Três minutos depois, Roberto Carlos cobrou um longo lateral da esquerda em direção à entrada da área; Barthez saiu da sua meta mas não conseguiu alcançar a bola, permitindo que Bebeto chutasse, mas o arremate não saiu com muita força e Desailly desviou a escanteio.
Aos 63 minutos, Guivarc'h estava no mano-a-mano com Taffarel após o que os comentaristas da FIFA descreveram como um "erro" da defesa brasileira, mas ele chutou ao lado do gol. Três minutos depois, Guivarc'h foi substituído, com Jacquet colocando Dugarry em seu lugar. Aos 68 minutos, Desailly cometeu falta sobre Cafu, rendendo-lhe seu segundo cartão amarelo, o que significou que foi expulso e a França teve de jogar os últimos vinte minutos com apenas dez jogadores. Cinco minutos após a expulsão do zagueiro, Zagallo aumentou o poder ofensivo do Brasil ao colocar Edmundo em campo, substituindo César Sampaio. A França, por sua vez, reforçou sua defesa colocando Patrick Vieira no lugar de Djorkaeff. Aos 82 minutos, Dugarry recebeu lançamento de Zidane e ficou cara a cara com Taffarel, mas seu arremate passou longe, à direita do gol. O Brasil teve a chance de marcar nos acréscimos do segundo tempo, quando um chute de Denílson acertou o travessão. Dois minutos depois, Petit recebeu passe de Vieira, ganhou de Cafu na corrida e deu um chute rasteiro de perna esquerda, marcando o terceiro gol francês. Essa foi a ação final do jogo, com a França completando uma vitória por 3–0.

### Detalhes
| 12 de julho de 1998 | Brasil | 0 – 3                 | França                          | Stade de France, Saint-Denis              |
| 21:00 (UTC+2)       |        | Relatório (em inglês) | 27', 45+1' Zidane · 90+2' Petit | Público: 75 000 Árbitro: MAR Said Belqola |

| 0 | Brasil | França | 0 |

|               |    |                |     |     |
|               |    |                |     |     |
| G             | 1  | Taffarel       |     |     |
| LD            | 2  | Cafu           |     |     |
| Z             | 3  | Aldair         |     |     |
| Z             | 4  | Júnior Baiano  | 33' |     |
| LE            | 6  | Roberto Carlos |     |     |
| M             | 5  | César Sampaio  |     | 75' |
| M             | 8  | Dunga          |     |     |
| M             | 18 | Leonardo       |     | 45' |
| M             | 10 | Rivaldo        |     |     |
| A             | 20 | Bebeto         |     |     |
| A             | 9  | Ronaldo        |     |     |
| Substitutos:  |    |                |     |     |
| G             | 12 | Carlos Germano |     |     |
| G             | 22 | Dida           |     |     |
| LD            | 13 | Zé Carlos      |     |     |
| Z             | 14 | Gonçalves      |     |     |
| Z             | 15 | André Cruz     |     |     |
| LE            | 16 | Zé Roberto     |     |     |
| M             | 7  | Giovanni       |     |     |
| M             | 11 | Emerson        |     |     |
| M             | 17 | Doriva         |     |     |
| M             | 19 | Denílson       |     | 45' |
| A             | 21 | Edmundo        |     | 75' |
| Treinador:    |    |                |     |     |
| Mário Zagallo |    |                |     |     |

|              |    |                    |          |     |
|              |    |                    |          |     |
| G            | 16 | Fabien Barthez     |          |     |
| LD           | 15 | Lilian Thuram      |          |     |
| Z            | 8  | Marcel Desailly    | 48', 68' |     |
| Z            | 18 | Frank Leboeuf      |          |     |
| LE           | 3  | Bixente Lizarazu   |          |     |
| M            | 7  | Didier Deschamps   | 39'      |     |
| M            | 17 | Emmanuel Petit     |          |     |
| M            | 19 | Christian Karembeu | 56'      | 57' |
| M            | 10 | Zinédine Zidane    |          |     |
| A            | 6  | Youri Djorkaeff    |          | 75' |
| A            | 9  | Stéphane Guivarc'h |          | 66' |
| Substitutos: |    |                    |          |     |
| G            | 1  | Bernard Lama       |          |     |
| G            | 22 | Lionel Charbonnier |          |     |
| LD           | 2  | Vincent Candela    |          |     |
| M            | 4  | Patrick Vieira     |          | 75' |
| M            | 11 | Robert Pirès       |          |     |
| M            | 13 | Bernard Diomède    |          |     |
| M            | 14 | Alain Boghossian   |          | 57' |
| A            | 12 | Thierry Henry      |          |     |
| A            | 20 | David Trezeguet    |          |     |
| A            | 21 | Christophe Dugarry |          | 66' |
| Treinador:   |    |                    |          |     |
| Aimé Jacquet |    |                    |          |     |

| Homem do jogo: Zinédine Zidane Árbitros assistentes: Mark Warren Achmat Salie Quarto árbitro: Abdulrahman Alzeid | Regulamento - 90 minutos - 30 minutos de prorrogação, caso haja empate no tempo normal - Persistindo o empate, o vencedor será decidido nas penalidades máximas - Máximo de três substituições |

### Estatísticas
|                   | Brasil | França |
| ----------------- | ------ | ------ |
| Gols marcados     | 0      | 3      |
| Tiros totais      | 12     | 14     |
| Tiros no alvo     | 6      | 5      |
| Faltas cometidas  | 15     | 13     |
| Impedimentos      | 5      | 3      |
| Cartões amarelos  | 1      | 4      |
| Cartões vermelhos | 0      | 1      |

## Pós-jogo
A França conquistou a Copa do Mundo pela primeira vez, tornando-se o sétimo — desde 2022 — de oito países diferentes que venceram o torneio. Eles também se tornaram o sexto time a vencer a competição como anfitriões e o primeiro desde a Argentina em 1978. Foi apenas a segunda vez que o Brasil perdeu uma final de Copa do Mundo, sendo a primeira a derrota por 2–1 para o Uruguai no Estádio do Maracanã, no Rio de Janeiro, na partida final de 1950, conhecida como Maracanaço (da mesma forma, isso marcou a primeira derrota na final da Copa do Mundo em formato mata-mata). O placar de 3–0 também foi a maior derrota do Brasil na Copa do Mundo até a derrota por 7–1 para a Alemanha na semifinal da Copa do Mundo de 2014, no Mineirão, em Belo Horizonte.
O presidente francês Jacques Chirac, o presidente do Comitê Olímpico Internacional Juan Antonio Samaranch, o recém-eleito presidente da FIFA Joseph Blatter e seu antecessor cessante João Havelange, o presidente da UEFA Lennart Johansson e o copresidente do comitê organizador local e ex-jogador Michel Platini estavam entre os presentes nas arquibancadas durante a cerimônia de premiação. Chirac entregou o troféu ao capitão francês Deschamps. Centenas de milhares de torcedores franceses comemoraram a vitória da sua seleção em Paris durante a noite, antes de se reunirem na avenida Champs-Élysées no dia seguinte para um passeio de ônibus aberto dos jogadores franceses. As comemorações continuaram até terça-feira, feriado nacional do Dia da Bastilha na França, com Chirac convidando a equipe para uma festa no jardim do Palácio do Eliseu após o desfile militar do Dia da Bastilha e elogiando a solidariedade da nação durante um discurso feito no local.

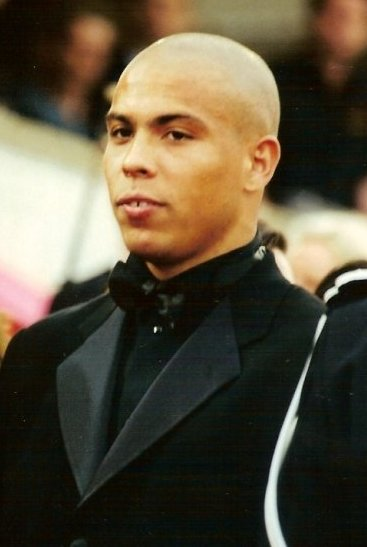
Ronaldo foi centro de atenções após inicialmente ser omitido do time titular.

A preparação física de Ronaldo para a partida, sua omissão inicial e posterior reintegração na seleção brasileira tornaram-se assunto de interesse jornalístico contínuo após o jogo, com análises continuando mais de vinte anos depois. Surgiram várias teorias da conspiração sobre o incidente, incluindo uma alegação do próprio Edmundo, então substituto de Ronaldo, de que a Nike, patrocinadora da seleção brasileira, havia pressionado Zagallo a reintegrar o jogador. Zagallo disse ainda que a decisão foi dele e do jogador, afirmando que “se tivesse havido interferência, teria pedido demissão”. Um inquérito do governo sobre o envolvimento da Nike com o Brasil foi lançado pelo político Aldo Rebelo e entrevistou vários jogadores, dirigentes e médicos do time, mas inocentou a Nike de qualquer irregularidade. Pouco menos de um ano após o ocorrido, a revista brasileira Placar publicou uma matéria detalhando o episódio. De acordo com a revista, Ronaldo sofreu uma convulsão horas antes do jogo. Os médicos da seleção na época, Lídio Toledo e Joaquim da Mata, inicialmente vetaram a escalação do atacante para a final. Entretanto, após resultados de exames realizados em uma clínica em Paris descartarem qualquer anormalidade e após insistência do próprio jogador, os doutores forçadamente liberaram sua participação na final. Em sua defesa, Toledo alegou que não poderia deixar um jogador da magnitude de Ronaldo fora de uma final de Copa do Mundo, dizendo: "Imagine se eu o impedisse de jogar e o Brasil perdesse, eu teria que ir morar no Polo Norte". Em 2022, em entrevista ao programa Fantástico, da TV Globo, Ronaldo atribuiu a convulsão ao estresse devido à partida.
A França seguiu sua vitória classificando-se e vencendo o Campeonato Europeu de 2000, disputado na Holanda e na Bélgica. O Brasil conquistou o título da Copa América em 1999 e, em seguida, conquistou a próxima Copa do Mundo no Japão e na Coreia do Sul em 2002. A França, classificada automaticamente para o torneio por deter o título, foi eliminada na fase de grupos, tornando-se a primeira campeã do mundo a ser eliminada sem chegar à fase eliminatória desde o próprio Brasil em 1966. Eles voltaram à final em 2006, perdendo para a Itália e sendo eliminados na fase de grupos novamente em 2010, antes de vencer sua segunda Copa do Mundo em 2018 com o capitão Deschamps como técnico.